# Tuncay Gary

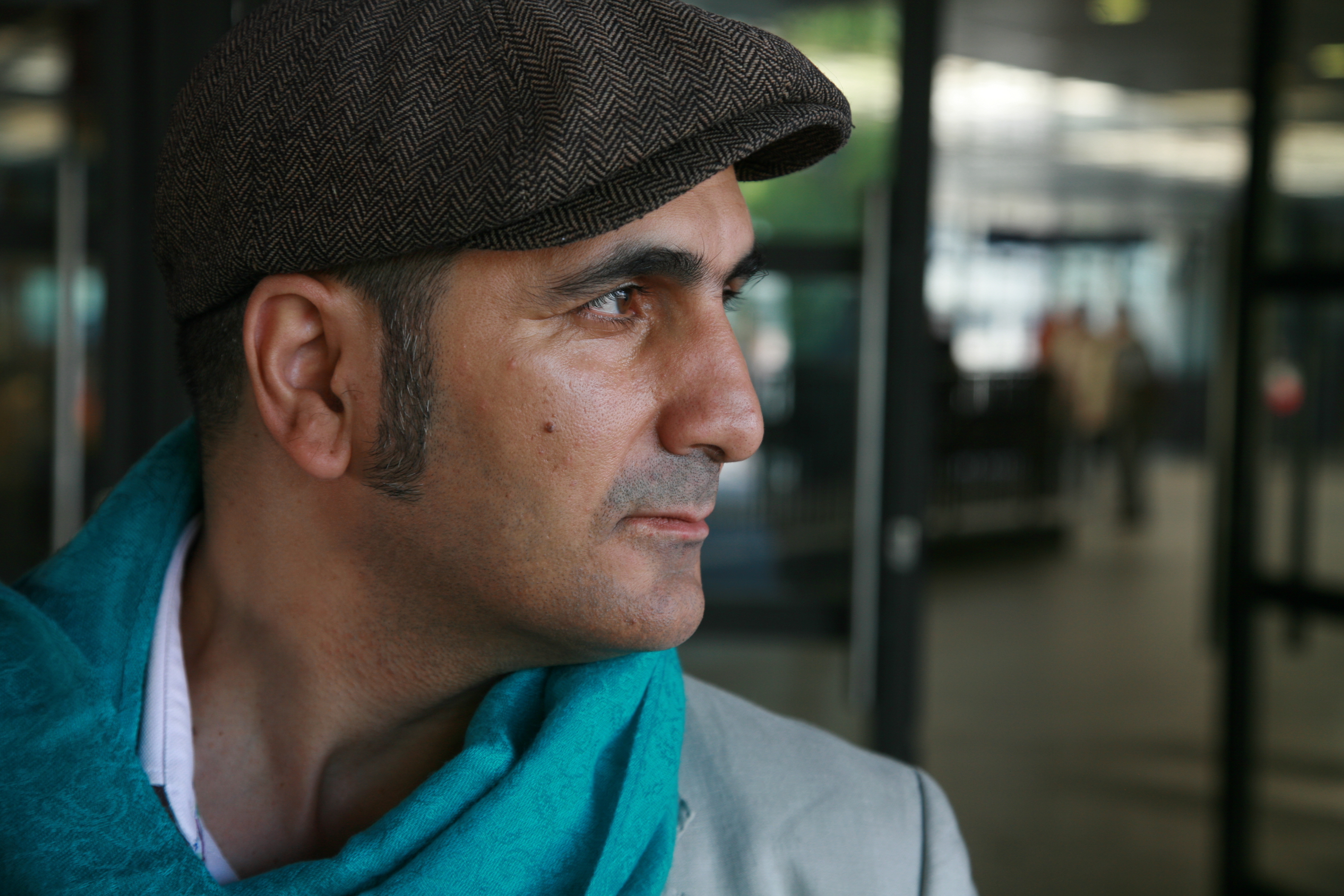

Tuncay Gary (* 1. Januar 1971 in Kars, Türkei) ist ein deutscher Schauspieler und Dichter.

## Leben
Seit 1975 lebt Gary in Berlin. Anfangs in Charlottenburg, seit 2011 in Kreuzberg.

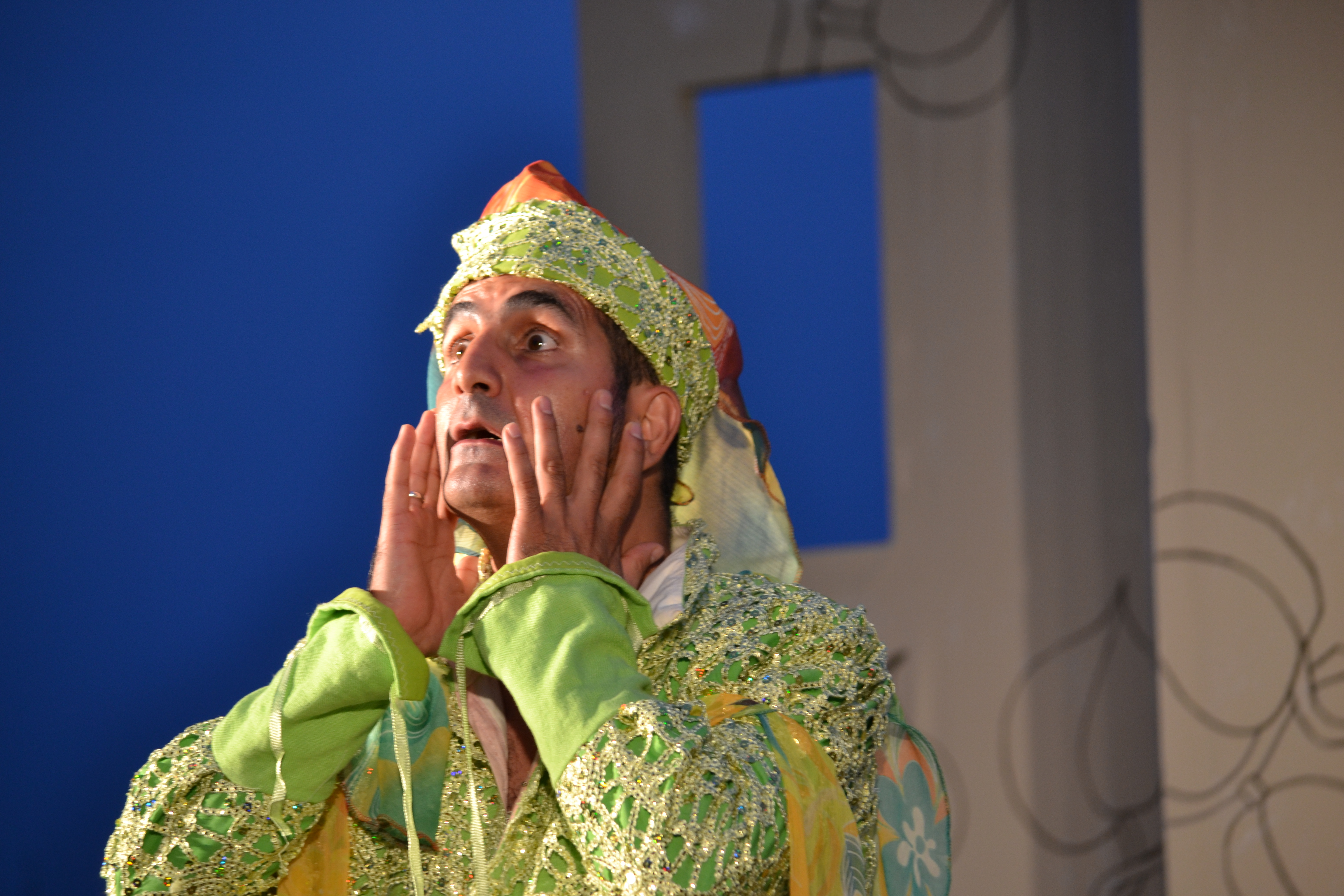
Gary als Oberon in Shakespeares Sommernachtstraum, 6. Juli 2012 auf der Freilichtbühne in Petzow

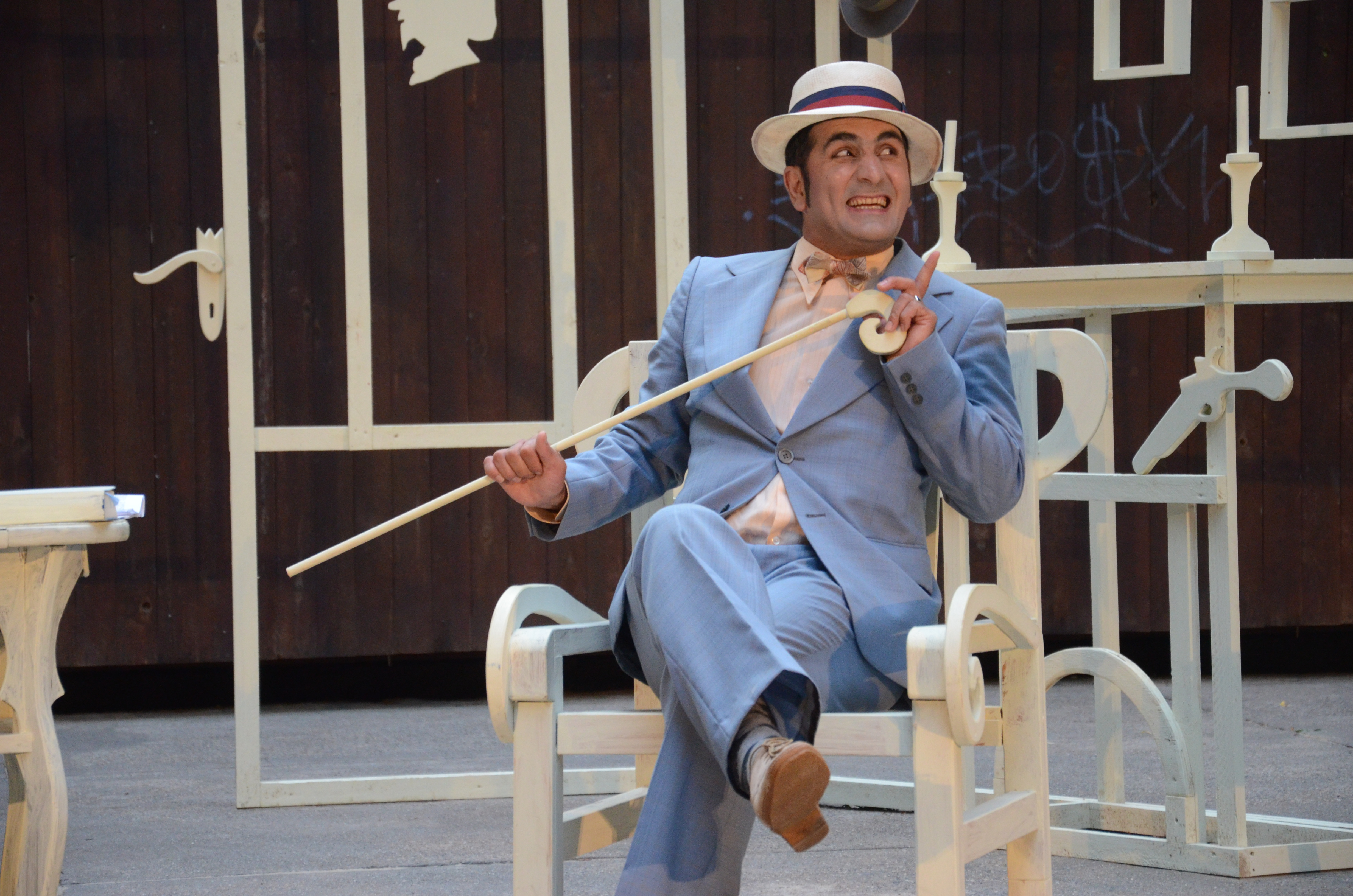
Gary als Sherlock Holmes in Arthur Conan Doyles Der Hund von Baskerville, 9. August 2013 auf der Freilichtbühne in Petzow

Er spielte unter anderem am Wiener Burgtheater, am Maxim Gorki Theater, Deutschen Theater und Museum für Islamische Kunst in Berlin, sowie am Théâtre National de Strasbourg. Er verkörperte diverse Rollen in Stücken von Goethe, Shakespeare, Molière und Cervantes sowie in Inszenierungen zeitgenössischer Autoren.
Unabhängig von seinen Engagements war er Gründer des Theater Windmühle – Teatro de molino de viento. Für dieses produzierte er mit Die Mehmet-Show und Don Quijote & Sancho Pansa eigene Stücke für Kinder und Erwachsene.
2015 gründete er die Literaturwerkstatt und die Theaterwerkstatt der Lichtburg-Stiftung für Kinder und Jugendliche in der Gartenstadt Atlantic. Hier sollen Kinder und Jugendliche aus einer sozial benachteiligten Umgebung die Liebe zur Sprache lernen. Seit 2017 ist die Literaturwerkstatt auch für Senioren erweitert worden. Als Projektleiter des Gemeinschaftsprojekts „Spiel; fair! Play; fair!“ in Kooperation mit der Lichtburg-Stiftung, der DFL Stiftung und Hertha BSC koordinierte er die Veranstaltungen und die Zusammenarbeit mit den Lernwerkstätten und der DFL Stiftung. 2018 wurde er Projektleiter des Geschichtsprojekts Zeitreise18 – Geschichte verbindet, ein Projekt der Lichtburg-Stiftung in Zusammenarbeit mit dem Bundeskanzleramt.
Seine Arbeiten als Dichter zeigen sich in Prosatexten und Gedichtbänden sowie in seinem Programm Poetry & Dance by Rajaa and Tuncay. Bei diesem geht es um Lyrik, eingebettet in orientalischen Tanz und Live-Musik.
1993 wurde er zu einem Literaturworkshop mit dem Schriftsteller Heinz Kahlau eingeladen. Für seine Dichtung erhielt Gary 1996 den Lyrikpreis von Young Life Berlin. 2014 leistete er einen Beitrag für die Kampagne Empört Euch endlich! – Für ein Leben ohne Faschismus. 2014 nominierte man ihn für den Ehren-Preis von Levure Littéraire Poetry-Performance. 2017 erschien die Anthologie A World Assembly of Poets mit Gedichten aus der ganzen Welt, er war mit seinen Texten der Vertreter von Deutschland. 2024 wurde er von der Bingel Stiftung für Literatur zur 14. Hochstädter Lyriknacht eingeladen.
Als Schauspieler engagiert sich Gary für Menschenrechte. Zum Beispiel setzt er sich für Amnesty International im Kino und im Internet gegen Folter und Gewalt ein. Mit Nicht ich bin der Mörder thematisiert er den Völkermord an den Armeniern.
Tuncay Gary hat unter anderem mit Thomas Ostermeier, Yılmaz Onay, Tom Tykwer und Katharina Thalbach gearbeitet.
Tuncay Gary ist Mitglied und im Vorstand des Bödecker-Kreis im Land Berlin e. V. sowie Mitglied und im Vorstand des Bundesverbandes des Friedrich-Bödecker-Kreis (Leseförderung und Literaturvermittlung für Kinder und Jugendliche). Gleichzeitig ist er Mitglied im Netzwerk der Spreeautoren  (Netzwerk professioneller Berliner Autoren und Illustratoren aus dem Bereich Kinder- und Jugendbuch).

## Filmografie

### Kino & Fernsehen
- 1991: Talfahrt
- 1994: Sonnenstich
- 1998: Daddel
- 1998: Tschukanjon
- 1999: Ein starkes Team
- 2000: Gute Zeiten, schlechte Zeiten
- 2000: Klinikum Berlin Mitte – Leben in Bereitschaft
- 2000: Amnesty International – Trauma/Wartezimmer
- 2002: Alemanya
- 2002: Mission Impissebel
- 2004: Venussian Tabutasco
- 2006: Fabulae Amoris
- 2007: Tembûr
- 2010: Cold Star
- 2011: Money, Money
- 2014: Wo willst du hin, Habibi?
- 2014: Amnesty International – My Body My Rights
- 2015: Neukölln Wind
- 2015: The Trial / Der Prozess – 100 Jahre Völkermord
- 2023: Refurbished

### Synchron & Sprecher
- 1997: Gadjo Dilo – Geliebter Fremder (Berliner Synchchron AG)
- 2008: Evet, ich will! (Regie: Sinan Akkuş, Luna Film)
- 2009: The International (Regie: Tom Tykwer, Christa Kistner Synchron)
- 2009: Feierlich reist (Regie: Tom Tykwer, Herbstfilm)
- 2010: Law & Order: UK (Regie: Michael Brennicke, Dubbing Brothers Germany)
- 2011: Telekom (Hastings Music GmbH)
- 2011: Empirische Bildungsforschung (Freie Universität Berlin)
- 2014: Neukölln Wind (Regie: Senny Rapoport)

## Theater
- 1992: Urfaust (Regie: Anton Dick-Boldes, Diyalog Türkisches Kulturensemble)
- 1993: Bezahlt wird nicht (Regie: Yılmaz Onay, Ballhaus Naunynstraße)
- 1993: Voll auf der Rolle (Regie: Yalçin Güzelce, Tiyatrom – Türkisches Theater)
- 1993: Die Amazonen (Regie: Zeno Stanek/Martin Wall, Schloss Hungen)
- 1994: Dr. Hackers Ende (Regie: Anton Dick-Boldes, Jakob van Hoddis Theater)
- 1995: Sophies Nacht (Regie: Annette Steiert, Theater im Hotel Sorat)
- 1995: Gewalt (Regie: Yılmaz Onay, Ballhaus Naunynstraße)
- 1995: Bumerang (Regie: Lübomir Stefanow, FEZ Wuhlheide)
- 1996: Schule der Frauen (Regie: Matthew Burton, Ballhaus Naunynstraße)
- 1996: Jacob & der Dieb, der nicht zu Schaden kam (Regie: Metin Tekin, Tiyatrom – Türkisches Theater)
- 1996: Kardan und Leylaki (Regie: Lambert Blum, Diyalog Türkisches Kulturensemble)
- 1997: Sommernachtstraum (Regie: Matthias Diem, Freilichtbühne Zitadelle Berlin)
- 1997: Suzuki (Regie: Thomas Ostermeier, Deutsches Theater Baracke Berlin, Théâtre National de Strasbourg)
- 1998: Vermummte (Regie: Marbo Becker, Künstlerhaus am Karlsplatz Wien)
- 1999: Suzuki II (Regie: Thomas Ostermeier, Deutsches Theater Baracke Berlin, Théâtre National de Strasbourg)
- 2000: Mittsommernachtstraum (Regie: Matthew Burton, Staatstheater Cottbus, Uckermärkische Bühnen Schwedt)
- 2001: Familie Gorki (Regie: Katharina Thalbach, Maxim Gorki Theater Berlin)
- 2001–2002: Die Heldin von Potsdam (Regie: Volker Hesse, Maxim Gorki Theater Berlin)
- 2003–2005: Transdanubia-Dreaming (Regie: Nicolas Brieger, Burgtheater) Akademietheater (Wien)[4]
- 2006: An einem Herbsttag irgendwo (Regie: Pedro Kadivar, Pergamonmuseum Museum f. Islamische Kunst)
- 2006: Çılgın Yenge (Regie: Bariş Eren, Tiyatrom – Türkisches Theater)
- 2007: Die Mehmet-Show (Buch und Regie: Tuncay Gary, Hebbel am Ufer (HAU1))
- 2008: Don Quijote & Sancho Pansa (Buch und Regie: Tuncay Gary, T-Werk Potsdam)
- 2009: Die Hochzeit des Wesirs (Madi Zelt der Sinne)
- 2009: Aussetzer (Regie: Yasmina Ouakidi, T-Werk Potsdam)
- 2009: Bazaar (Regie: Jürgen R. Weber, Madi Zelt der Sinne)
- 2010: Die Zaubergeige (Regie: Eddy Neumann, Madi Zelt der Sinne)
- 2010: Berliner Prozess 1921[5] (Regie: Tuncay Gary, Hebbel am Ufer (HAU1))
- 2010–2012 Bedouins (Madi Zelt der Sinne)
- 2010: Der Zauberring (Madi Zelt der Sinne)
- 2010: The Perfect Human (Regie: Rosa Casado & Mike Brookes, Hebbel am Ufer (HAU2))
- 2012: Erotische Märchen (Regie: Tuncay Gary, Madi Zelt der Sinne)
- 2012: Sommernachtstraum (Regie: Michael Klemm, Comédie Soleil)
- 2012–2014: Asrar – Das Geheimnis (Buch und Regie: Tuncay Gary, Madi Zelt der Sinne)
- 2013: Sherlock Holmes: Der Hund von Baskerville (Regie: Julian Tyrasa, Comédie Soleil)
- 2016 Nathan der Weise (Regie: Friederike v. Krosigk, Ensemble Theatrum)
- 2016 Don Quijote & Sancho Pansa (Buch und Regie: Tuncay Gary, Theaterwerkstatt von Tuncay Gary, Berlin)
- 2017 Der Rattenfänger[6]  (Regie: Tuncay Gary, Theaterwerkstatt von Tuncay Gary, Berlin)
- 2017 Don Quijote & Dulcinea (Buch und Regie: Tuncay Gary, Theaterwerkstatt von Tuncay Gary, Berlin)
- 2019 Hamlet[7] (Regie: Tuncay Gary, Theaterwerkstatt von Tuncay Gary, Berlin)
- 2020 Faust (Regie: Tuncay Gary, Theaterwerkstatt von Tuncay Gary, Berlin)
- 2021 Macbeth (Regie: Tuncay Gary, Theaterwerkstatt von Tuncay Gary, Berlin)
- 2021 Nicht ich bin der Mörder (Regie: Tuncay Gary, Kriminalgericht Moabit, Berlin)
- 2022 Der Sturm (Regie: Tuncay Gary, Theaterwerkstatt von Tuncay Gary, Berlin)
- 2022 Die Gerechten (Regie: Tuncay Gary, Theaterwerkstatt von Tuncay Gary, Berlin)
- 2023 Ein Sommernachtstraum (Regie: Tuncay Gary, Theaterwerkstatt von Tuncay Gary, Berlin)
- 2023 Das Impromptu der Philosophen (Regie: Tuncay Gary, Theaterwerkstatt von Tuncay Gary, Berlin)
- 2024 Diener zweier Herren (Regie: Tuncay Gary, Theaterwerkstatt von Tuncay Gary, Berlin)

## Regie & Dramaturgie
- 1994 Armut, Reichtum, Mensch und Tier von Hans Henny Jahnn (Regie-Assistenz, bat – Ernst Busch Hochschule)
- 1995 Das Missverständnis von Albert Camus (Regie und Dramaturgie: Tuncay Gary, Mosaik Theater)
- 2001 Dokumentarkurzfilm NoMann`s Laden (Regie und Dramaturgie: Tuncay Gary, Technische Fachhochschule Berlin)
- 2007 Die Mehmet-Show (Buch, Regie und Dramaturgie: Tuncay Gary, Hebbel am Ufer HAU1)
- 2008 Don Quijote & Sancho Pansa (Buch, Regie und Dramaturgie: Tuncay Gary, T-Werk Potsdam)
- 2010 Berliner Prozess 1921 (Völkermord/Armenien/Stenografisches Gerichtsprotokoll) (Regie: Tuncay Gary, Hebbel am Ufer HAU1)
- 2012 Erotische Märchen von Sheik Nefzaui (Regie und Dramaturgie: Tuncay Gary, Madi Zelt der Sinne)
- 2012–14 Asrar – Das Geheimnis (Buch, Regie und Dramaturgie: Tuncay Gary, Madi Zelt der Sinne)
- 2016 Don Quijote & Sancho Pansa (Buch, Regie und Dramaturgie: Tuncay Gary, Theaterwerkstatt von Tuncay Gary, Berlin)
- 2017 Der Rattenfänger (Regie und Dramaturgie: Tuncay Gary, Theaterwerkstatt von Tuncay Gary, Berlin)
- 2017 Don Quijote & Dulcinea (Buch, Regie und Dramaturgie: Tuncay Gary, Theaterwerkstatt von Tuncay Gary, Berlin)
- 2018 „So kam ich unter die Deutschen“ Hyperion von Friedrich Hölderlin (Dramaturgie: Tuncay Gary, Lichtburgforum Berlin)
- 2019 Hamlet nach William Shakespeare (Regie und Dramaturgie: Tuncay Gary, Theaterwerkstatt von Tuncay Gary, Berlin)
- 2020 Faust nach Johann Wolfgang von Goethe (Regie und Dramaturgie: Tuncay Gary, Theaterwerkstatt von Tuncay Gary, Berlin)
- 2021 Macbeth nach William Shakespeare (Regie und Dramaturgie: Tuncay Gary, Theaterwerkstatt von Tuncay Gary, Berlin)
- 2022 Der Sturm nach William Shakespeare (Regie und Dramaturgie: Tuncay Gary, Theaterwerkstatt von Tuncay Gary, Berlin)
- 2022 Die Gerechten von Albert Camus (Regie: Tuncay Gary, Theaterwerkstatt von Tuncay Gary, Berlin)
- 2023 Ein Sommernachtstraum nach William Shakespeare (Regie und Dramaturgie: Tuncay Gary, Theaterwerkstatt von Tuncay Gary, Berlin)
- 2023 Das Impromptu der Philosophen von Albert Camus (Regie: Tuncay Gary, Theaterwerkstatt von Tuncay Gary, Berlin)
- 2024 Diener zweier Herren von Carlo Goldoni (Regie: Tuncay Gary, Theaterwerkstatt von Tuncay Gary, Berlin)

## Werke

### Gedichtbände
- Mein grünes Niltagebuch (Ariella Verlag) ISBN 978-3-945530-50-4
- Camus trinkt ein Glas Wein (KLAK Verlag) ISBN 978-3-948156-41-1
- Blauflügel Jägerliest (KLAK Verlag) ISBN 978-3-943767-57-5
- Nicht ich bin der Fremde (E-Book, Chichili Agency) ISBN 978-3-95865-151-7
- Rauch (Kolophon)
- A WORLD ASSEMBLY OF POETS (RE-MARKINGS) Contemporary Poems[8]
- Mein wilder Traum gegen die Zeit (Gedichte u. a. von Tuncay Gary) ISBN 978-3-9816147-8-7

### Theaterstücke
- Die Mehmet-Show von Tuncay Gary (Premiere im Ballhaus Naunynstraße)
- Don Quijote & Sancho Pansa von Tuncay Gary (Premiere in der Brotfabrik Berlin)
- Don Quijote & Dulcinea von Tuncay Gary (Premiere im Lichtburg Forum)
- Asrar – Das Geheimnis von Tuncay Gary (Premiere im MADI - Zelt der Sinne)